# Ратташизм

Флаг, часто используемый ратташистами

Ратташизм (фр. Rattachisme) или Реунионизм (фр. Réunionisme) — политическая идеология, призывающая к отделению франкоговорящей части Бельгии или Валлонии от Бельгии и присоединению ее к Франции. Брюссель, в котором большинство населения говорит по-французски, является анклавом во Фландрии, но тем не менее, может быть включен в эту идеологию; как и шесть фламандских муниципалитетов с языковыми возможностями для франкоговорящих вокруг Брюсселя. Его можно считать валлонским эквивалентом идеи Великих Нидерландов.
Идеология ратташизма связана с фракцией Валлонского движения и пропагандируется политическими партиями Валлонское объединение и Объединение Валлония–Франция. Ни одна из них в настоящее время не имеет парламентских мест.

## История и этимология
Термин «ратташизм» происходит от французского rattacher - «прикреплять», указывая на воссоединение того, что было разделено. Это возвращает нас к прежнему единству «французского периода» (1794–1815).
Современная Бельгия была завоевана в 1795 году Французской Республикой во время Французских революционных войн . Она была присоединена к Республике, которая позже стала Наполеоновской Империей . После битвы при Ватерлоо (1815) Валлония стала частью Королевства Нидерландов под властью короля Виллема I. После Бельгийской революции 1830 года Валлония стала частью Королевства Бельгия.
После Бельгийской революции меньшинство валлонов призвало к объединению с Францией. Четыре газеты, которые поддерживали объединение, были Le Journal de Verviers, Le Journal de la province de Liège, L'Industrie и L'Éclaireur. В это время ратташисты в Вервье составляли большинство. Ратташисты утверждали, что для сохранения своего экономического процветания они должны объединиться с Францией, и что Валлония как регион является культурно французским. Регент Бельгии Эразм-Луи Сюрле де Шокье был сторонником в этот период, как и Шарль де Брукер, Шарль Рожье и Александр Жандебьен. После того, как немецкий принц Леопольд I стал королем Бельгии в 1831 году, надежды ратташистов на объединение были разбиты.
В 1968 году президент Франции и герой Второй мировой войны Шарль де Голль заявил, что «Если бы когда-нибудь представитель политической власти Валлонии обратился к Франции с официальным заявлением, в тот же день мы бы с радостью, от всего сердца откликнулись на просьбу, которая показалась бы законной».

## Современная поддержка

### Во Франции
Опрос, опубликованный в ноябре 2007 года французской газетой La Voix du Nord, показал, что около 54% французских респондентов поддерживают объединение с Валлонией. Опрос 2008 года показал, что поддержка среди респондентов составила 60%.
Опрос, проведенный Французским институтом общественного мнения (IFOP) в 2010 году, показал, что если бы бельгийский политический кризис привел к разделению Бельгии, 66% французских респондентов поддержали бы объединение Валлонии с Францией. IFOP сообщил, что поддержка объединения с Францией растет с 2007 года.
Современные французские политики, такие как Марин Ле Пен, Жан-Люк Меланшон, Эрик Земмур, Жан-Пьер Шевенман, Николя Дюпон-Эньян и Жак Миард, все высказались в поддержку ратташизма. Экономист Жак Аттали также поддерживает его. Прошлые политики также поддерживали его, наиболее важным из которых был бывший президент Шарль де Голль.

### В Валлонии
Другой опрос IFOP, проведенный в 2010 году во время бельгийского политического кризиса, показал, что 32% опрошенных валлонов поддержали бы объединение, если бы Бельгия разделилась.
Валлонские политики, которые в какой-то момент высказались в поддержку этой идеи, — это Даниэль Дюкарм, Жан Гол, Клод Эрдекенс и Роберт Коллиньон.